# Tour de la Pelote
Pour les articles homonymes, voir Tour et Pelote.
La tour de la Pelote (ou Pelotte) est une des nombreuses tours de fortification médiévales des XVe siècle et XVIIe siècle, de la place fortifiée de Besançon, au bord du Doubs, et du centre historique La Boucle de Besançon, dans le Doubs en Bourgogne-Franche-Comté. Elle est classée aux monuments historiques depuis le 21 octobre 1942, et inscrite depuis 2008, avec la citadelle de Besançon, au Patrimoine mondial de l'UNESCO, en tant que réseau des sites majeurs de Vauban.

## Historique
En 1475, sous le règne du duc Charles le Téméraire (1433-1477), souverain de l'État bourguignon, cette tour est construite au pied du bastion de Battant, à l'endroit où le ruisseau de la Mouillère se jette dans le Doubs. Le nom de cette tour proviendrait de Pierre Pillot, seigneur de Chenecey, et cogouverneur de Besançon, à qui le terrain de construction de l'édifice a été acheté, pour la construction de cet édifice.

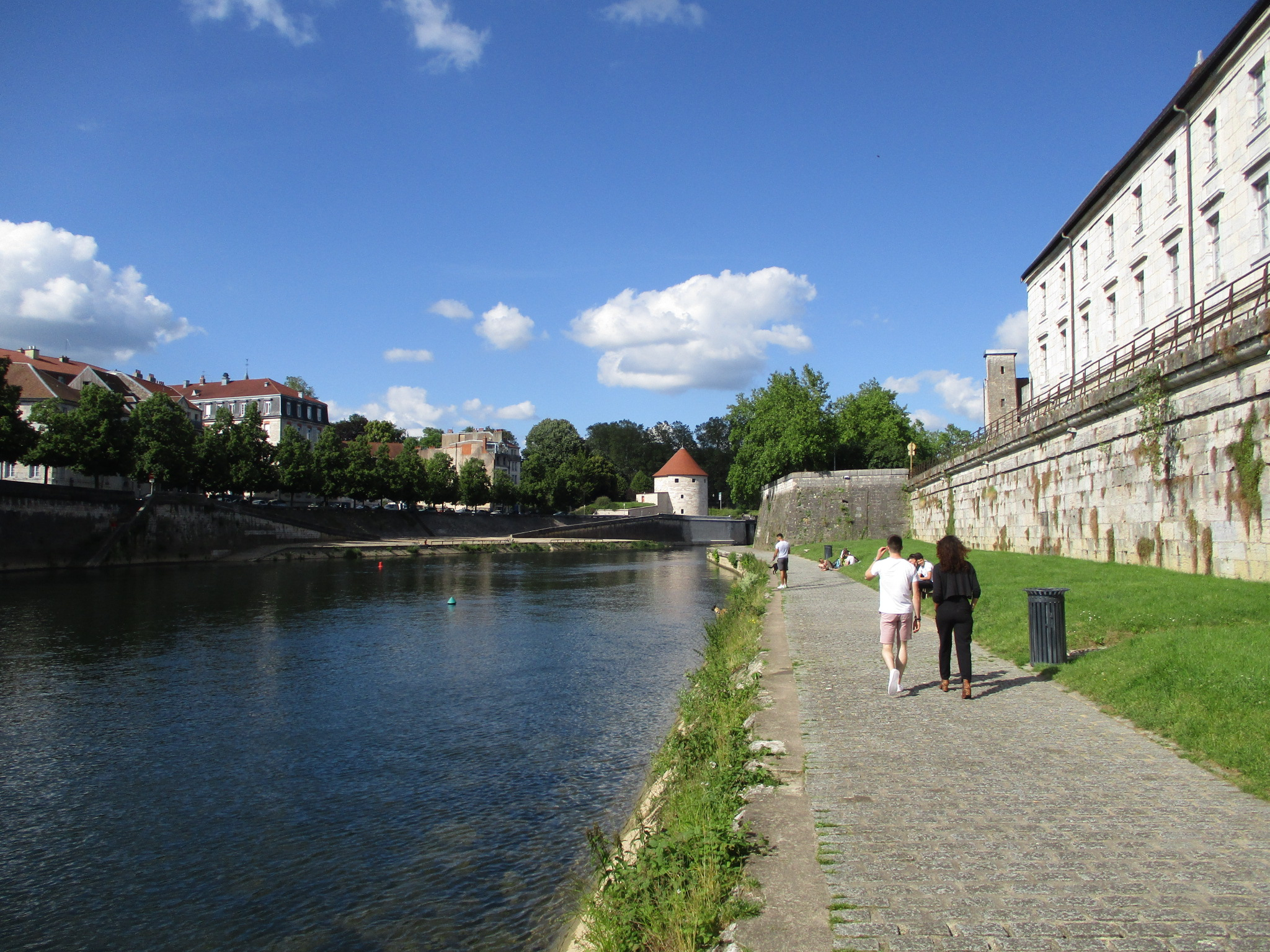
Vue depuis les bords de La Boucle du Doubs
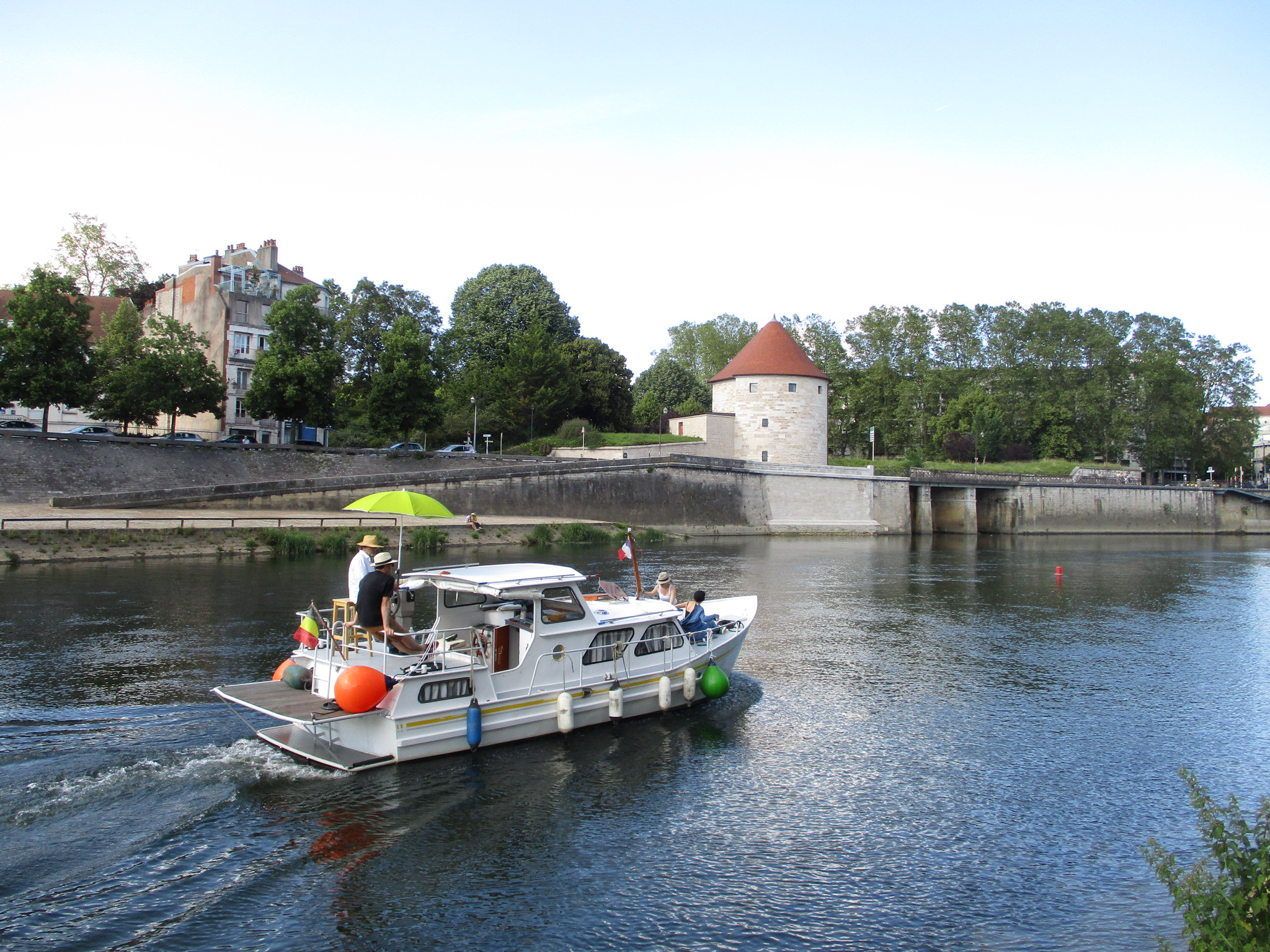
Vue depuis le Doubs

Au XVIe siècle elle est modifiée sous le règne de l'empereur germanique Charles Quint (1500-1558), qui fait considérablement fortifier Besançon (et le château de Dole, capitale du comté de Bourgogne d'alors...) pour en faire des places militaires fortes de défense des frontières de son Saint-Empire romain germanique. Le comté de Bourgogne et Besançon sont alors une des portes de son empire vers la France, qu'il symbolise par les deux colonnes d'Hercule et par son aigle impériale des armoiries de Besançon.
Au XVIIe siècle à la suite de la reconquête de la Franche-Comté par le roi Louis XIV (guerre de Hollande), elle est intégrée, moyennant d'importantes modifications, avec le bastion Battant, le Fort Griffon, et la tour de Montmart voisins..., à l'important dispositif de remparts avancés de la citadelle de Besançon, construite par Vauban, architecte militaire du roi et maréchal de France.  

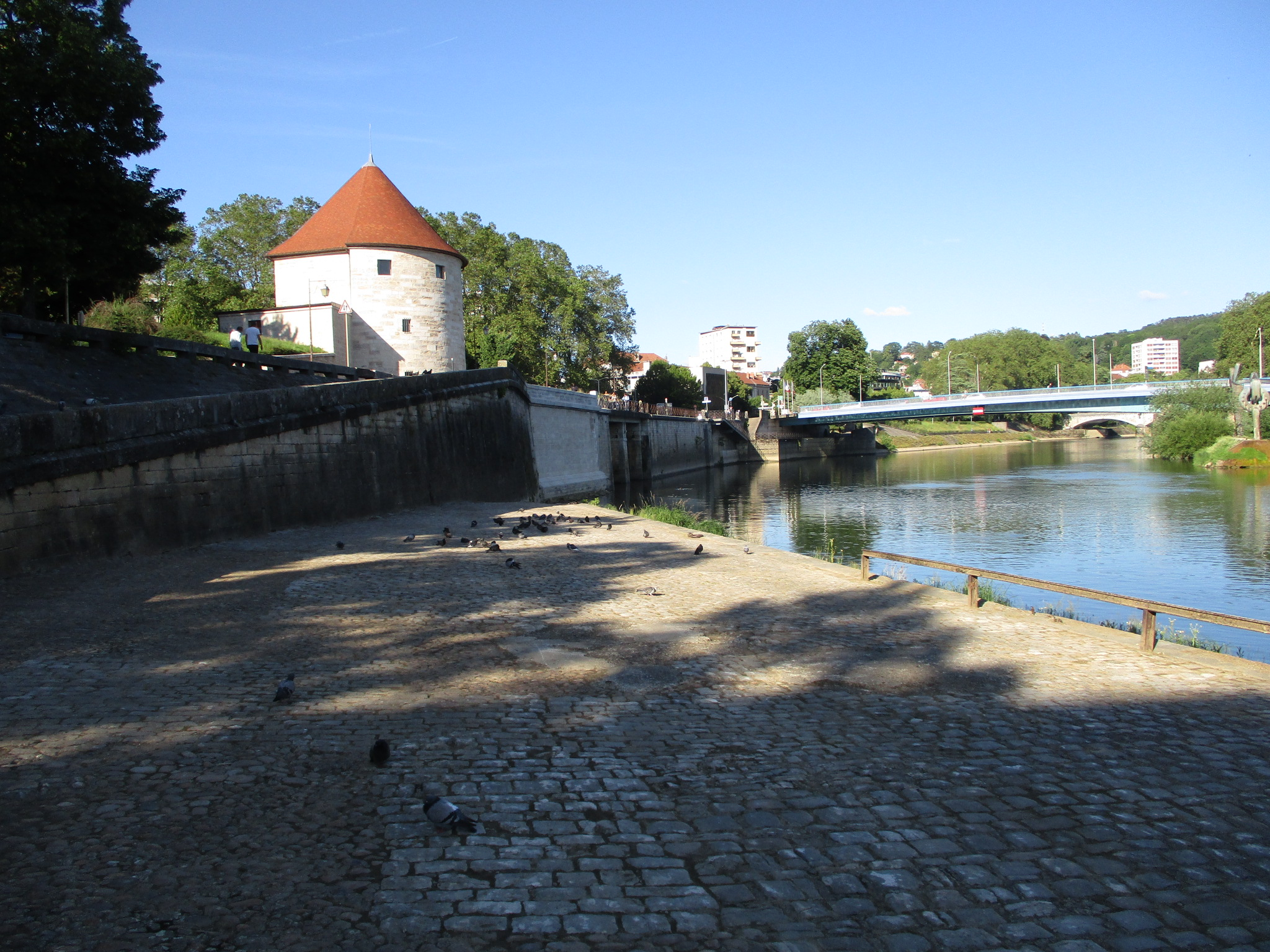
Depuis les quais du Doubs
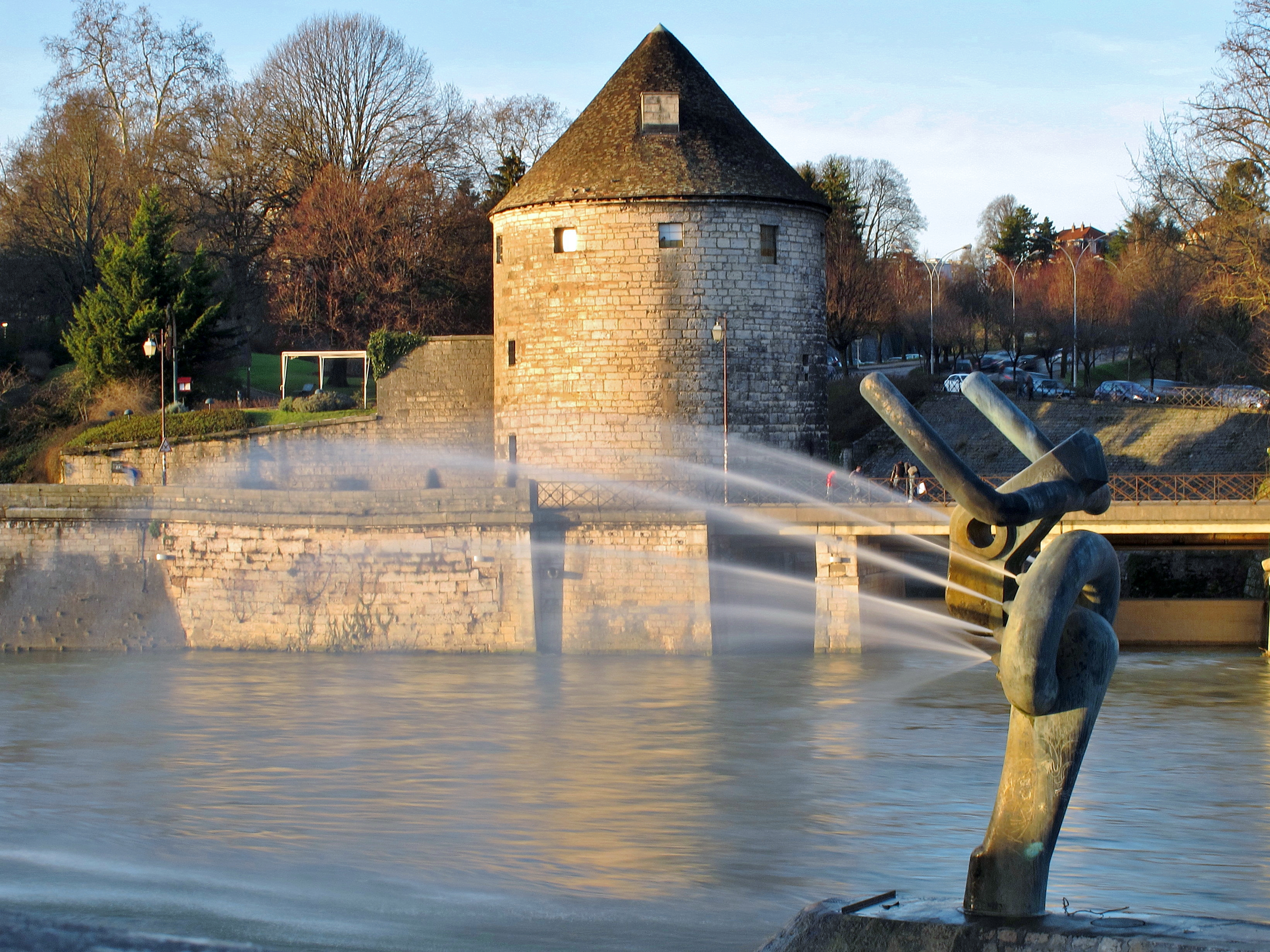
Avec la statue jet d'eau « Le Minotaure »

À partir des années 1980, elle héberge durant une vingtaine d'années le restaurant « La tour de le Pelote » avec décor et menu de cuisine franc-comtoise inspirés du monde médiéval, et personnel de service habillé en costume d'époque.
Dans la nuit du 10 au 11 décembre 2013, elle est gravement détruite par un incendie accidentel qui n'épargne que les murs d'enceinte,. Des fouilles archéologiques, puis d'importants et longs travaux de restauration, sont entrepris de 2016 à 2018, par la municipalité, la direction régionale des Affaires culturelles (DRAC) et les monuments historiques, pour reconstruire ce monument à l'identique, avec entre autres charpente et toit en carène en chêne (ou « coque de bateau renversée ») et tuiles plates, pour un coût annoncé d' environ 1,5 million €. 
Ce monument municipal, voisin de du parc des Glacis et de sa tour de Montmart, sera dédié au tourisme municipal, ainsi qu'à des expositions temporaires.